# Борисово (Большесельский район)
Борисово — деревня в Большесельском сельском поселении Большесельского района Ярославской области.
Деревня Борисова указана на плане Генерального межевания Рыбинского уезда 1798 года.

## Население
По данным статистического сборника «Сельские населенные пункты Ярославской области на 1 января 2007 года», в деревне Борисово не числится постоянных жителей. По топокарте на 1981 год в деревне проживало 0,01 тыс. человек.

## География
Деревня расположена в центральной части района, в 3 км на северо-запад от центра района Большое село. Она стоит на южной окраине Дуниловского болота, где велись торфораработки, от которых остались обводнённые карьеры и сеть осушительных канав, примыкающая к деревне с северо-запада. На юго-восток от деревни на расстоянии 2 км стоит деревня Шамнино, через которую идёт дорога к Большому селу.